# 이창우 (1970년)

## 생애

### 구청장이 되기 전
1970년 생으로 전남 강진 출생이다. 초등학생 때 서울 동작구 상도동으로 상경했다. 직장생활을 하던 중 새정치국민회의 공채에 합격해 대변인실 일을 시작했다. 노무현 대선후보 비서실에 지원해 일정과 의전을 담당했다.  당선 후 노무현정부 청와대 제1부속실에서 임기말까지 근무한다.

### 2007년 남북정상회담 대화록 논란
중앙일보가 검찰 소식통을 인용해 노무현 전대통령의 지시로 정상회담 대화록을 삭제했다고 단독보도했다. 이에 대해 당시 청와대 제1부속실 수석행정관이었던 이창우는 미디어오늘과의 인터뷰를 통해 반박한다. 이창우는 ‘삭제할 가능성은 0. 1%도 없다’고 잘라 말하면서 중앙일보가 삭제기능이 없는 이지원 시스템의 원리도 파악 못했다고 설명했다. 또 삭제기능을 도입하려면 대통령에 보고해야 하는데 부속실은 대통령의 모든 업무보고 공간에 배석한다. 한 번도 그런 계획이 보고된 적 없다고 밝혔다 또한 ‘대화록을 대통령기록물로 내가 직접 분류했다’고 주장했다. 이 전 행정관에 따르면 이지원 시스템은 원 작성자가 위 상관에게 보고하고, 상관은 대통령에게 보고하며, 보고 후 기록분류를 일차로 하게 된다는 것이다. 이후 원작성자에게 문서가 전달돼 최종문서 처리를 하는데 이창우 전 행정관은 어떤 수정명령을 받은 적이 없다고 밝혔다. 또한 이지원은 삭제기능이 없고 임기가 채 두 달도 남지 않은 상황에서 삭제기능을 추가했다는 것은 말이 안 된다고 지적했다. 이후 검찰은 참여정부에서 대통령기록물 분류에 참여한 이창우 제1부속실 수석행정관을 참고인 신분으로 불러 조사했다. 조선일보는 검찰청사에 나온 이창우가"노무현 대통령과 참여정부 관계자들은 역사를 기록함에 있어 한 점 부끄럼없이 당당하다"고 말한 부분을 보도했다. 이창우는 미디어오늘과의 인터뷰에서 검찰이 '문재인이 대화록 결재했냐'고 뜬금없는 유도질문을 했다고 밝힌다.  소환조사를 받은 다른 인사들도 '남북대화록 보고경로에 문재인 의원이 있느냐'는 유도질문을 받았다 밝히며 표적수사의 의도가 있음을 거론했다.

노무현 전 대통령의 죽음 이후 대통합민주신당 동작구청장 경선에 참여하나 3위로 탈락한다. 대한민국 제19대 국회의원 선거 에서는 부산 사상구에 출마한 문재인 후보를 도왔다.  같은 해 대한민국 제19대 대통령 선거 더불어민주당 후보 경선 및 대한민국 제19대 대통령 선거 에서 문재인 후보의 일정기획팀장으로 일했다.   이후 14년 지방선거에서 동작구청장 후보에 출마한다.  아시아 경제는 새정치민주연합이 마라톤 회의끝에 안철수계 고집한 오준환 예비후보 전략공천 대신 4자간 100% 여론조사로 결정했다고 보도했다. 이 경선에서 서울 동작구청장 후보로 선출된다. 이창우는 본선에서도 새누리당 장성수 후보를 누르고 당선됐다. 18년 지방선거 에서도 더불어민주당 후보로 출마한 이창우는 자유한국당 홍운철, 바른미래당 장진영 후보를 제치고 선출되었다.

## 동작구청장 활동

### 재정위기 극복
취임 당시 많은 지방자치단체는 재정위기를 겪고 있었다.  로컬세계는 공무원봉급조차 해결할 수 없었던 기초지자체가 전체의 6분의 1에 달한 것으로 나타났다고 보도했다.  한겨레 보도에 따르면 동작구는 동대문구에 이어 13년 기준 93억의 재정결손을 드러냈다.  자료를 분석한 이동영 관악구의원은 "현재 추세대로라면 서울시 대부분의 자치구들이 2015년께 부도위기를 맞을 수 있다."고 지적했다.  정부의 감세 기조에 따라 세입은 점차 줄어드는 상황에서 최근 중앙정부가 추진하는 복지 정책은 기초자치단체가 거의 부담하는 것이 문제라고 분석하기도 했다.  동작구는 2015년 예산의 필수경비도 마련하지 못했다는 평가를 들었지만. 17년에 서울시로부터 재정 건전성 우수평가를 받는다. 서울PN은 동작구의  수당지급액 하향조정, 서울시 공모사업 지정이 비결이라고 보도했다.

### 공모사업 활성화
이창우 취임 전 동작구청은 공모사업 신청이 제로에 가깝다고 알려졌다.  재정위기를 극복하기 위해 당시 동작구는 서울시 공모사업에 여러차례 신청한다. 이투데이는 이창우 구청장 취임 이후 357개 공모사업을 유치해 확보한 사업비가 1640억원에 달한다고 밝혔다.

### 노량진 컵밥거리 갈등 해결
2013년 한겨레는 <철거위기, 노량진 노점상들> 제목의 르포를 통해  해답찾기가 쉽지 않은 노량진 컵밥거리의 갈등을 보도했다. 유동인구가 많은 노량진 컵밥거리는 시민의 보행권과 노점상의 격렬한 생존권 요구, 주변상인들의 피해호소로 갈등이 빈번하게 일어난다.  2년 후 경향신문은 컵밥거리 이전을 보도하며 노점 이전은 '단속'이나 '철거'가 아닌 대화를 통한 합의의 결과임을 밝혔다. 머니투데이는 <노량진 명물 '컵밥거리' 자리 옮긴다>는 보도를 통해 통행을 불편하게 했던 노점이 새로 조성되는 거리가게 특화가게로 이전된다고 알렸다.  에너지 경제는 이에 대해 각 지자체는 환경개선 사업 추진시 갈등-법 집행-충돌이 반복되어 왔는데 동작구는 이러한 시행착오를 저지르지 않았다고 보도한다.

### 동작구 범죄율 하락
2013년 서울대 환경대학원 김경민 교수팀은 5대 범죄 위험순위를 분석한 연구자료를 발표했다. 이에 따라 서울시 25개구의 범죄 위험순위를 매겼는데 동작구는 매우 위험, 18위에 해당했다. 동작신문은 동작구가 전형적인 주거밀집지역임에도 범죄율이 매우 높아 충격을 안겨주고 있다고 보도한다.
이창우 구청장 취임 이후 동작구 범죄율은 크게 감소했는데, 16년 경찰청 주최 대한민국 범죄예방 대상에서 대상을 수상한다. 중앙일보는 동작구가 범죄예방디자인을 적용하기 위해 전담팀을 구성하고 조례를 제정하는 등의 제도적기반을 마련했다고 지적했다.  이를 바탕으로 동작경찰서와 협업하며 안전마을을 조성한 활동을 원인으로 보도했다.

### 장승배기 행정타운 이전
현 동작구청은 지은지 40년이 넘은 상태로 낡고 비좁아 10개 부서를 임시청사에 배치, 업무효율성이 떨어진다는 평이 많았다.  04년부터 청사이전 기금을 모을 정도로 숙원사업이었으나 진행이 지지부진했다. 내일신문은 민선7기를 빛낸 지자체 정책으로 서울 동작구 장승배기 종합행정타운을 선정했다.  보도에 따르면 이창우 취임 이후 관점을 바꿔 사업진행에 성공한게 비결이라고 하며, 땅을 사서 지으려고 하지 않고 주택공사와 협약을 맺어 사업을 추진해 숙원사업을 해결한다고 주장했다. 한편, 전국매일신문은 장승배기 종합행정타운으로 인한 생산유발효과를 연간 6908억원으로 보도했다.

## 학력
- 서울상도초등학교
- 영등포중학교
- 여의도고등학교
- 한국방송통신대학교 행정학 학사
- 연세대학교 일반대학원 도시공학 석사
- 연세대학교 일반대학원 도시공학 박사 과정 수료

## 경력
- 새정치국민회의 중앙당 대변인실 부장
- 새정치국민회의 중앙당 개혁추진위원회 부장
- 새정치국민회의 중앙당 기획조정위원회 정세분석국 부장
- 새천년민주당 대통령후보 비서실 비서
- 시민주권 집행위원회 위원
- 민주당 중앙당 전략기획위원회 부위원장
- 사람사는세상 노무현재단 기획위원회 위원
- 노무현 대통령 청와대 제1부속실 선임행정관
- 문재인 민주당 대통령 후보 일정기획팀장
- 문재인 국회의원 기획특별보좌관
- 2014.07 ~ 2022.06: 제18·19대 민선 6·7기 서울특별시 동작구청장(재선)

## 전과
- 도로교통법위반: 벌금 150만원 - 1999년 10월 11일 선고[21]

## 역대 선거 결과
|  | 52.39% |

|  | 61.52% |